# Alecsandro Barbosa Filisbino
Alecsandro Barbosa Filisbino (Bauru, 4 febbraio 1981) è un ex calciatore brasiliano, di ruolo attaccante.
È il fratello di Richarlyson calciatore dell'Atlético Mineiro mentre il padre è Reinaldo Felisbino, detto "Lela", ex calciatore del Coritiba degli anni ottanta.

## Palmarès

### Club

#### Competizioni statali
- Campionato Baiano: 3

Vitória: 2002, 2003, 2004
- Campionato Mineiro: 1

Cruzeiro: 2006
- Campionato Gaúcho: 1

Internacional: 2009

#### Competizioni regionali
- Campionato del Nordest: 1

Vitória: 2003

#### Competizioni nazionali
- Coppa del Portogallo: 1

Sporting Lisbona: 2006-2007
- Coppa del Brasile: 2

Vasco da Gama: 2011
Palmeiras: 2015
- Campionato brasiliano: 1

Palmeiras: 2016

#### Competizioni internazionali
- Coppa Suruga Bank: 1

Internacional: 2009
- Coppa Libertadores: 1

Internacional: 2010

### Individuale
- Capocannoniere della Coppa del Brasile: 1

2011 (5 gol, a pari merito con Adriano, Kléber, Rafael Coelho e William)